# Neon Jungle
Neon Jungle foi um girl group britânico constituído por Shereen Cutkelvin, Amira McCarthy, Jessica Plummer e Asami Zdrenka. Elas eram mais conhecidas por seu segundo single " Braveheart ", que atingiu o número quatro no UK Singles Chart . Seu álbum de estreia e álbum de 2014, Welcome to the Jungle , apresenta "Braveheart", juntamente com o top 10 single " Welcome to the Jungle ", bem como as 20 principais entradas " Trouble " e " Louder ". O grupo se separou em 2015.

## História
O grupo foi formado pelo gerente de música David Cooper de Eye of the Storm , que iniciou um processo de testes de três meses em novembro de 2012. Amira McCarthy e Jessica Plummer foram inicialmente exploradas separadamente enquanto faziam compras em Londres, enquanto Shereen Cutkelvin e Asami Zdrenka foi encontrado através de seus vídeos YouTube individuais.  Cutkelvin, McCarthy, Plummer e Zdrenka foram informados em fevereiro de 2013 de que eles fizeram o line-up, e na mesma semana o grupo começou a gravar material no estúdio. A RCA Records UK assinou o grupo em junho de 2013 e mostrou-os em um evento de imprensa, embora eles não tivessem um nome no momento. Eles escolheram o nome Neon Jungle , que foi derivado de sua música "Welcome to the Jungle" e para refletir que os membros eram "todos individuais e bem diferentes".  De acordo com Plummer, "é como neon é corajoso, brilhante, personagens individuais fortes e, em seguida, a parte da jungle é a selva, a loucura".
Em agosto de 2013, a Neon Jungle lançou seu primeiro single " Trouble ", que entrou no UK Singles Chart no número 12 e alcançou o top 10 no quadro US Billboard Dance / Electronic Digital Songs.  Durante o mês de outubro, o grupo apoiou Jessie J em datas selecionadas de seu Alive Tour , e no mês seguinte eles tocaram ao lado de Taylor Swift no Salão de moda anual Victoria's Secret nos EUA. O segundo single de Neon Jungle, " Braveheart ", foi lançado no Reino Unido em janeiro de 2014 e alcançou o número quatro no UK Singles Chart; O grupo decidiu que a energia da música e os graves principais tornaram a melhor opção para o segundo single. Neon Jungle lançou a música " Welcome to the Jungle " como seu terceiro single em abril de 2014; estreou no número sete. No mesmo mês, eles foram assinados para a RCA Records nos Estados Unidos.
O grupo se apresentou em vários festivais de música do Reino Unido em meados de 2014, incluindo o Festival Wireless , o T no Parque e o Blackpool Illuminations Switch-On Festival Weekend. Seu álbum de estreia, Welcome to the Jungle , foi lançado em julho de 2014, seguindo o single " Louder " (número 14), e entrou no UK Albums Chart no número oito. Welcome to the Jungle apresenta composições de composição e produção de Charli XCX , CocknBullKid , Cassie Davis , Fear of Tigers, Snob Scrilla e SOFLY & Nius . O grupo descreveu o álbum como tendo "a mesma energia e atitude que veio de Trouble" e "raw, stripped-back e versatile". O álbum inclui uma capa do "Waiting Game" dos Bancos , que atraiu publicidade depois que Banks reconheceu publicamente sua insatisfação com os meses de lançamento da capa anteriores ao de seu próprio álbum de estreia, Goddess ; Neon Jungle recusou-se a responder aos comentários. Um quinto single, " Can not Stop the Love ", foi lançado em dezembro de 2014.
O contrato do grupo com a RCA Records foi encerrado em maio de 2015. Cutkelvin disse no mês seguinte que o grupo estava procurando um novo rótulo, escrevendo novo material e continuando a tocar ao vivo. Em julho de 2015, Neon Jungle anunciou via mídia social que o grupo estava se dissolvendo.

## Integrantes
Shereen Cutkelvin Nascida em 2 de dezembro de 1996 (20 anos), é de Lanark, na Escócia e é de origem barbadense e britânica. Ela é a mais jovem membro da banda. Cutkelvin admite sua timidez, mas afirma que "está cantando desde que ela pode andar e conversar". Ela foi inspirada por seu pai e o considera seu "ídolo musical". Cutkelvin menciona que ela sente que ela "nasceu na geração errada", e menciona seu amor por Motown e música soul com pessoas como Diana Ross e The Temptations . Cutkelvin colocou capas de si mesma no YouTube, juntamente com vídeos com sua família. Mais tarde, ela foi descoberta e convidada para audição, e menciona que ela recebeu a ligação para confirmar seu lugar no grupo em seu caminho de volta para sua casa na Escócia. Cutkelvin também menciona trabalhar para a Sony antes de se juntar ao grupo.
Em 2017, Cutkelvin começou a aparecer na série quatorze do The X Factor , em uma banda de três peças com seus dois irmãos, chamado The CutKelvins . O grupo atualmente avançou para os shows ao vivo.
Amira McCarthy
Nascida em 2 de fevereiro de 1996 (21 anos), em Londres, McCarthy afirmou que sempre soube que o desempenho era algo que queria fazer. Ela disse que, no momento em que ela percebeu que a rota que queria descifrar era a música, em vez de atuar ou dançar, quando participou de uma competição de canto na escola Westminster Academy. Da mesma forma que Plummer, McCarthy foi explorada para estar no grupo, encontrado no Westfields Shopping Center, oeste de Londres. McCarthy mais tarde fez uma audição e fez as quatro últimas. Ela é de descendência jamaicana .
Jessica Kate Plummer
Nascida em Londres em 16 de setembro de 1992 (24 anos), é o membro mais antigo da banda e já atuou como atriz. Ela apareceu em dois episódios da série CBBC Wizards vs Aliens . Seus ídolos musicais incluem Mariah Carey , Beyoncé Knowles , Rihanna e Jessie J. Plummer foi descoberta através do gerente do grupo em Brick Lane, Londres, e de lá foi convidado para audições.
Asami Zdrenka
Nascida em 15 de setembro de 1994 (22 anos) no Japão, Zdrenka nasceu de pais japoneses e britânicos e mudou-se para o Reino Unido com uma idade precoce. Zdrenka disse que ela sempre adorou cantar e, quando criança, quando seu pai a levou de férias de volta ao Japão, ele a faria cantar para sua família. A mãe de Zdrenka Julie era uma cantora e seu avô lançou álbuns no Japão. Zdrenka também foi detectada online, através de vídeos de si mesma cantando no YouTube, chamando a atenção do rótulo. Após a divisão de Neon Jungle, Asami está trabalhando em material solo e lançou uma série de vídeo intitulada A Cover Trilogy.

## Características musicais
Neon Jungle descreveu sua música como sendo " pop , um pouco de bashment , dubstep , grime e rock ". Seu som foi descrito por The Guardian como " dança pop com um punk de punky " e "um cruzamento entre o chanty agit-pop de Icona Pop e o ruído, o ruído gravado pela EDM que enche o rádio" e por O Independente como "pop nervoso". Plummer disse que o grupo não estava "em um gênero de música particular, não queremos ser alma , não queremos ser R & B ou hip-hop , queremos ser um novo sabor ".
Zdrenka comentou a diversidade de suas vozes de canto, caracterizando Cutkelvin como "com alma", McCarthy como "raspy" e tendo "essa voz de cinto também", a Plummer tem "um bom tom" e a sua própria como "temperamental".

## Discografia

### Álbums
| Título                | Detalhes                                                                                                  | Posições | Posições |
| Título                | Detalhes                                                                                                  | UK       | AUS      |
| --------------------- | --- | -------- | -------- |
| Welcome to the Jungle | - Data de lançamento: 28 de Julho de 2014 - Gravadora(s): Sony Music, RCA - Formato: Digital download, CD | 8        | 48       |

### Singles
| 2013                                                                                   | Trouble               | 12 | –  | –  | 4 | 9 |                          | Welcome to the Jungle |
| 2014                                                                                   | Braveheart            | 4  | 19 | 20 | 2 | – | - UK: Silver - AUS: Gold | Welcome to the Jungle |
| 2014                                                                                   | Welcome to the Jungle | 7  | –  | 46 | 4 | – |                          | Welcome to the Jungle |
| 2014                                                                                   | Louder                | 14 | –  | 86 | 6 | – |                          | Welcome to the Jungle |
| 2014                                                                                   | Can't Stop the Love   | –  | –  | –  | – | – |                          | Welcome to the Jungle |
| "—" denota álbuns que não entraram nas paradas musicais ou não foram lançados no país. |                       |    |    |    |   |   |                          |                       |

## Prêmios e Indicações
| Ano  | Prêmio                           | Categoria                    | Resultado |
| ---- | -------------------------------- | ---------------------------- | --------- |
| 2014 | Urban Music Awards               | Best Female Act              | Venceu    |
| 2014 | Urban Music Awards               | Best Group                   | Venceu    |
| 2014 | Glamour Women of the Year Awards | Band of the Year             | Indicado  |
| 2014 | Nickelodeon Kids' Choice Awards  | UK Favourite Breakthrough    | Indicado  |
| 2015 | Teen Choice Awards               | Choice Music: Next Big Thing | Indicado  |